# ساریت حداد
ساریت حداد (به عبری: שרית חדד) (زاده ۲۰ سپتامبر، ۱۹۷۸) خواننده اسرائیلی است.
ساریت حداد در شهر عفوله اسرائیل متولد شده‌است. وی از تبار یهودیان داغستانی است هرچند در این زمینه نظرات دیگری نیز وجود دارند. نام اصلی وی سارا خداداتوف می‌باشد. وی از طرف کانال ۲۴ به عنوان بهترین خواننده زن اسرائیلی دهه اول ۲۰۰۰ انتخاب شده‌است. وی از یک خانواده موسیقیدان می‌آید. خانواده وی بعدها به خدِرا مهاجرت کرد. در کودکی وی را به عنوان کودکی اعجوبه می‌پنداشتند. وی از سن ۸ سالگی در کلاب‌های مختلف به دور از چشم خانواده به اجرای پیانو میپرداخت. وقتی دو سال بعد یعنی در سن ۱۰ سالگی خانواده اش متوجه شدند وی دیگر به اجرا نمیپرداخت. در این دو سال وی به غیر از پیانو سازهای ارگ دستی، گیتار، تمبک و آکوردئون رو بدون رفتن به کلاس و خودش آموخت. وی معمولاً سبک مزراحی می‌خواند هر چند یکی از البوم‌های وی نیز عربیست. وقتی ۱۵ سال داشت به گروه جوانان خدِرا پیوست. وی در سال ۱۹۹۷ کنسرتی را در اردن برگزار کرد و عربی خواند. وی اولین خواننده اسرائیلی است که به‌طور رسمی در اردن کنسرت اجرا کرده‌است. وی با زبان‌های فرانسوی، ترکی، عبری، انگلیسی، عربی، گرجی، بلغاری و یونانی آهنگ خوانده است. وی همیشه دم از صلح و ایجاد روابط دوستانه بین ملل مختلف می‌زند. وی به عنوان نماینده اسرائیل در مسابقات یوروویژن ۲۰۰۲ شرکت کرد و در مکان دوازدهم ایستاد هر چند در بدو کار میخواستند وی را به دلیل مسائل سیاسی اسرائیل حذف کنند و کشورهای سوئد و بلژیک از دادن رأی به وی به خاطر ملیتش سرباز زدند. وی در این مسابقات آهنگ زیبای light a candle را اجرا نمود. آهنگ برای مواجهه با درد وی مکان اول چارت اسرائیل رل از آن خود کرد.
در ژوئیه ۲۰۰۷ میلادی، مدونا، خواننده مشهور آمریکایی اعلام کرد که از طرفداران ساریت حداد است و هنگامی که برای صرف غدا به رستوران کوشر نزدیک منزلش می‌رود، به صدای ساریت حداد گوش می‌دهد.
ساریت حداد در طول ایام شبات و تعطیلات یهودی به اجرا نمی‌پردازد.

## دیسکوگرافی

### آلبوم‌ها
1. Spark of life – ניצוץ החיים – ۱۹۹۵
2. Live in France – הופעה חיה בצרפת – ۱۹۹۶
3. The Road I Chose – הדרך שבחרתי – ۱۹۹۷
4. Was singing in Arabic – שרה בערבית – ۱۹۹۷
5. Law of Life – חוק החיים – ۱۹۹۸
6. Like Cinderella – כמו סינדרלה – ۱۹۹۹
7. Live at Heichal Hatarbut - ההופעה בהיכל התרבות – ۱۹۹۹
8. Doing What I Want – לעשות מה שבא לי – ۲۰۰۰
9. Sweet Illusions – אשליות מתוקות – ۲۰۰۱
10. Girl of Love – ילדה של אהבה – ۲۰۰۲
11. Only Love Will Bring Love – רק אהבה תביא אהבה – ۲۰۰۳
12. Celebration - חגיגה – ۲۰۰۴
13. Miss Music - 2005 - מיס מיוזיק
14. Princess of Happiness (for children) - 2006 - נסיכה של שמחה
15. The One Who Watches Over Me - 2007 - זה ששומר עליי
16. The Beat Collection - 2008 - האוסף הקצבי
17. The Smooth Collection - 2008 - האוסף השקט
18. The Race of Life - 2009 - מרוץ החיים
19. The Race of Life, Live at Caesarea 2009 - 2010 - שרית חדד בקיסריה, מרוץ החיים ۲۰۰۹
20. ۲۰ - ۲۰۱۱
21. Days of joy - Part One - 2013 - 'ימים של שמחה - חלק א
22. Days of joy - Part Two - 2014 - 'ימים של שמחה - חלק ב (soon)

### آلبوم‌های محبوب
- The compilation - 2008 - האוסף
- The Best - 2012 - המיטב

### دی‌وی‌دی‌ها
- DVD - The Show (Like Cinderella)
- DVD - In the Temple (Doing What I Want)
- DVD - In Caesarea (Sweet Illusions)
- DVD - Child of Love (in Caesarea)
- DVD - Only Love Will Bring Love (in Caesarea)
- DVD - Celebration (in Caesarea)
- DVD - All the Happy People (in Caesarea)
- DVD - Princess of Joy (For Kids)
- DVD - The Race of Life, Live at Caesarea 2009 (in Caesarea)